# Lotte Hass
Charlotte Hildegard Baierl (Áustria, 6 de novembro de 1928 — Áustria, 14 de janeiro de 2015), também conhecida como Lotte Hass, foi uma modelo e atriz austríaca.